# Paysage, baie méditerranéenne, vue d'Agay
Paysage, baie méditerranéenne, vue d'Agay, aussi connu sous le nom Vue d'Agay, est un tableau réalisé par le peintre français Albert Marquet vers 1905. Cette huile sur toile est un paysage fauve représentant la côte à Agay, dans le Var. Présentée au Salon d'Automne de 1905, elle est aujourd'hui conservée au musée national d'Art moderne, à Paris.

## Expositions
- Salon d'Automne de 1905, Grand Palais, Paris, 1905.